# Телевизионна камера
Телевизионната камера е устройство за създаване на телевизионни филми, (различна е от кинокамера, която предварително заснема сцените на филмова лента).

## История
Най-ранните видеокамери са механични скенери на летящи петна, които в употреба през 1920-те и 1930-те по време на периода на механична телевизия. Подобренията в катодните тръби през 1930 г. поставят началото на ерата на електронната телевизия. По-рано, камерите са много големи устройства, почти винаги разделени в две големи части. Частта на камерата съдържа обектива и тръбата с предварителните усилватели и друга необходима електроника е свързана с многожилен кабел с голям диаметър към останалата част от електрониката на камерата, обикновено монтирана на някаква поставка в отделна стая в студиото, или в отдалечен камион. Главата на камерата не можела да генерира видеосигнална картина сама по себе си. Видео сигналът е изведен от втората единица на системата, към останалата част на студиото за превключване и предаване. От петдесетте години, електронната миниатюризация прогресира дотам, че някои монохромни камери могат да действат самостоятелно и дори да са преносими. Но конфигурацията на студиото продължава да използва големия кабелен сноп за предаване на сигнали обратно към блока за управление на камерата. Този блок на свой ред се използва за синхронизиране и работа с функциите на камерата, като например експозицията и нива на черното. 